# WTA 125K 2015
WTA 125K 2015 představoval čtvrtý ročník mezinárodních tenisových turnajů v rámci série WTA 125, střední úrovně ženského profesionálního tenisu organizované Ženskou tenisovou asociací (WTA). Okruh zahrnoval šest turnajů, z nichž čtyři probíhaly v Asii a po jednom v Evropě a Spojených státech. Odehrával se od 27. července do 29. listopadu 2015.
Každý turnaj měl celkový rozpočet 125 000 dolarů, což odráželo pojmenování tohoto okruhu. Dvě události hrané v předchozí sezóně 2014, v čínských městech Su-čou a Ning-po, byly nahrazeny novými turnaji v čínském Ta-lienu, thajském Hua Hinu a kalifornském Carlsbadu.
Nejvíce titulů vybojovala čínská hráčka Čeng Saj-saj, když vyhrála jednu dvouhru a dva deblové turnaje.

## Přehled turnajů
| Týden od      | Turnaj | Vítězky                                              | Finalistky                                 | Semifinalistky                            | Čtvrtfinalistky                                                                |
| ------------- | --- | ---------------------------------------------------- | ------------------------------------------ | ----------------------------------------- | ------------------------------------------------------------------------------ |
| 27. července  | Jiangxi International Women's Tennis Open Nan-čchang, Čína 125 000 $ – tvrdý 32 dvouhra/16 kval./16 čtyřhra | Jelena Jankovićová 6–3, 7–6(8–6)                     | Čang Kchaj-čen                             | Chan Sin-jün Lu Ťia-ťing                  | Tuan Jing-jing Liou Fang-čou Wang Ja-fan Han Na-lae                            |
| 27. července  | Jiangxi International Women's Tennis Open Nan-čchang, Čína 125 000 $ – tvrdý 32 dvouhra/16 kval./16 čtyřhra | Čang Kchaj-čen Čeng Saj-saj 6–3, 4–6, [10–3]         | Čan Ťin-wej Wang Ja-fan                    | Chan Sin-jün Lu Ťia-ťing                  | Tuan Jing-jing Liou Fang-čou Wang Ja-fan Han Na-lae                            |
| 7. září       | Dalian Women's Tennis Open Ta-lien, Čína 125 000 $ – tvrdý 32 dvouhra/16 kval./16 čtyřhra                   | Čeng Saj-saj 2–6, 6–1, 7–5                           | Julia Glušková                             | Wang Čchiang Petra Martićová              | Čang Kchaj-čen Liou Fang-čou Sara Sorribes Tormo Wang Ja-fan                   |
| 7. září       | Dalian Women's Tennis Open Ta-lien, Čína 125 000 $ – tvrdý 32 dvouhra/16 kval./16 čtyřhra                   | Čang Kchaj-lin Čeng Saj-saj 6–3, 6–4                 | Čan Ťin-wej Darija Juraková                | Wang Čchiang Petra Martićová              | Čang Kchaj-čen Liou Fang-čou Sara Sorribes Tormo Wang Ja-fan                   |
| 9. listopadu  | Open de Limoges Limoges, Francie 125 000 $ – tvrdý (hala) 32 dvouhra/16 kval./8 čtyřhra                     | Caroline Garciaová 6–1 , 6–3                         | Louisa Chiricová                           | Kateřina Siniaková Francesca Schiavoneová | Anna-Lena Friedsamová Donna Vekićová Kateryna Kozlovová Margarita Gasparjanová |
| 9. listopadu  | Open de Limoges Limoges, Francie 125 000 $ – tvrdý (hala) 32 dvouhra/16 kval./8 čtyřhra                     | Barbora Krejčíková Mandy Minellaová 1–6, 7–5, [10–6] | Margarita Gasparjanová Oxana Kalašnikovová | Kateřina Siniaková Francesca Schiavoneová | Anna-Lena Friedsamová Donna Vekićová Kateryna Kozlovová Margarita Gasparjanová |
| 9. listopadu  | Hua Hin Championships Hua Hin, Thajsko 125 000 $ – tvrdý 32 dvouhra/16 kval./16 čtyřhra                     | Jaroslava Švedovová 6–4, 6–7(8–10), 6–4              | Naomi Ósakaová                             | Nao Hibinová Wang Čchiang                 | Liou Fang-čou Luksika Kumkhumová Tuan Jing-jing Sie Šu-wej                     |
| 9. listopadu  | Hua Hin Championships Hua Hin, Thajsko 125 000 $ – tvrdý 32 dvouhra/16 kval./16 čtyřhra                     | Liang Čchen Wang Ja-fan 6–3 , 6–4                    | Varatčaja Vongteančajová Jang Čao-süan     | Nao Hibinová Wang Čchiang                 | Liou Fang-čou Luksika Kumkhumová Tuan Jing-jing Sie Šu-wej                     |
| 16. listopadu | OEC Taipei WTA Challenger Tchaj-pej, Tchaj-wan 125 000 $ – koberec (hala) 32 dvouhra/8 kval./16 čtyřhra     | Tímea Babosová 7–5, 6–3                              | Misaki Doiová                              | Jevgenija Rodinová Kirsten Flipkensová    | Luksika Kumkhumová Liou Čchang Stefanie Vögeleová Jaroslava Švedovová          |
| 16. listopadu | OEC Taipei WTA Challenger Tchaj-pej, Tchaj-wan 125 000 $ – koberec (hala) 32 dvouhra/8 kval./16 čtyřhra     | Kanae Hisamiová Kotomi Takahatová 6–1, 6–2           | Marina Melnikovová Elise Mertensová        | Jevgenija Rodinová Kirsten Flipkensová    | Luksika Kumkhumová Liou Čchang Stefanie Vögeleová Jaroslava Švedovová          |
| 23. listopadu | Carlsbad Classic Carlsbad, CA, Spojené státy 125 000 $ – tvrdý 32 dvouhra/8 kval./8 čtyřhra                 | Yanina Wickmayerová 6–3, 7–6(7–4)                    | Nicole Gibbsová                            | Maria Sakkariová Jennifer Bradyová        | Catherine Bellisová Samantha Crawfordová Marina Melnikovová Tatjana Mariová    |
| 23. listopadu | Carlsbad Classic Carlsbad, CA, Spojené státy 125 000 $ – tvrdý 32 dvouhra/8 kval./8 čtyřhra                 | Gabriela Céová Verónica C. Roygová 1–6, 6–4, [10–8]  | Oxana Kalašnikovová Tatjana Mariová        | Maria Sakkariová Jennifer Bradyová        | Catherine Bellisová Samantha Crawfordová Marina Melnikovová Tatjana Mariová    |

## Rozpočet a body
Celková dotace událostí činila 125 000 dolarů, což odrážel název série. Ubytování a stravování – tzv. hospitality, byly na turnajích automaticky zajištěny organizátory. Šampiónka dvouhry a každá z vítězek čtyřhry si připsala 160 bodů, finalistky pak 95 bodů.
| Rozpis bodů | Rozpis bodů | Rozpis bodů | Rozpis bodů    | Rozpis bodů     | Rozpis bodů | Rozpis bodů | Rozpis bodů | Rozpis bodů | Rozpis bodů |
| Soutěž      | vítězky     | finalistky  | semifinalistky | čtvrtfinalistky | 16 v kole   | 32 v kole   | Q           | Q2          | Q1          |
| ----------- | ----------- | ----------- | -------------- | --------------- | ----------- | ----------- | ----------- | ----------- | ----------- |
| dvouhra     | 160         | 95          | 57             | 29              | 15          | 1           | 6           | 4           | 1           |
| čtyřhra     | 160         | 95          | 57             | 29              | 1           |             |             |             |             |

## Přehled titulů

### Tituly podle tenistek
| celkem | tenistka                         | dvouhra | čtyřhra | dvouhra | čtyřhra |
| 3      | Čeng Saj-saj (CHN)               | ●       | ●       | 1       | 2       |
| 1      | Tímea Babosová (HUN)             | ●       |         | 1       | 0       |
| 1      | Caroline Garciaová (FRA)         | ●       |         | 1       | 0       |
| 1      | Jelena Jankovićová (SRB)         | ●       |         | 1       | 0       |
| 1      | Jaroslava Švedovová (KAZ)        | ●       |         | 1       | 0       |
| 1      | Yanina Wickmayerová (BEL)        | ●       |         | 1       | 0       |
| 1      | Gabriela Céová (BRA)             |         | ●       | 0       | 1       |
| 1      | Verónica Cepedeová Roygová (PAR) |         | ●       | 0       | 1       |
| 1      | Čang Kchaj-čen (TPE)             |         | ●       | 0       | 1       |
| 1      | Kanae Hisamiová (JPN)            |         | ●       | 0       | 1       |
| 1      | Barbora Krejčíková (CZE)         |         | ●       | 0       | 1       |
| 1      | Liang Čchen (CHN)                |         | ●       | 0       | 1       |
| 1      | Mandy Minellaová (LUX)           |         | ●       | 0       | 1       |
| 1      | Kotomi Takahatová (JPN)          |         | ●       | 0       | 1       |
| 1      | Wang Ja-fan (CHN)                |         | ●       | 0       | 1       |
| 1      | Čang Kchaj-lin (CHN)             |         | ●       | 0       | 1       |

### Tituly podle státu
| Celkem | Stát             | dvouhra | čtyřhra |
| 5      | Čína             | 1       | 4       |
| 1      | Belgie           | 1       | 0       |
| 1      | Francie          | 1       | 0       |
| 1      | Maďarsko         | 1       | 0       |
| 1      | Kazachstán       | 1       | 0       |
| 1      | Srbsko           | 1       | 0       |
| 1      | Brazílie         | 0       | 1       |
| 1      | Čínská Tchaj-pej | 0       | 1       |
| 1      | Česko            | 0       | 1       |
| 1      | Japonsko         | 0       | 1       |
| 1      | Lucembursko      | 0       | 1       |
| 1      | Paraguay         | 0       | 1       |